# Falsomesosella breuningi
Falsomesosella breuningi är en skalbaggsart som beskrevs av Maurice Pic 1944. Falsomesosella breuningi ingår i släktet Falsomesosella och familjen långhorningar. Inga underarter finns listade i Catalogue of Life.